# Ol'ga Morozova
Ol'ga Vasil'evna Morozova (in russo Ольга Васильевна Морозова?; Mosca, 22 febbraio 1949) è un'allenatrice di tennis ed ex tennista russa.

## Biografia
Giunse in finale nel singolo dell'Open di Francia nel 1974 venendo sconfitta da Chris Evert con un punteggio di 6-1, 6-2. Ritroverà la stessa sfidante l'anno dopo all'Open di Francia 1975 - Singolare femminile, nelle semifinali, perdendo nuovamente per 6-4 6-0 (Evert poi vinse la competizione).
Vinse 8 tornei in singolare, fra cui l'Advanta Championships of Philadelphia del 1974 battendo Billie Jean King 7-6, 6-1. Il suo miglior ranking fu la settima posizione del 3 novembre 1975.
Nel doppio vinse tre edizioni degli Internazionali d'Italia in successione, con partner differenti:
- 1972 in coppia con Lesley Hunt vinse in due set (6-3, 6-4) Gail Sherriff Chanfreau e l'italiana Rosalba Vido
- 1973 con l'inglese Virginia Wade ebbe la meglio in una difficile sfida in tre set (3-6, 6-2, 7-5) Martina Navrátilová e Renáta Tomanová
- 1974 con la sua rivale agli Open di Francia, Chris Evert vinse la finale per ritiro delle sfidanti, che nell'occasione erano Helga Masthoff e Heide Orth

Sempre nel doppio vinse l'edizione del 1975 dell'Open di Francia sempre con la rivale-compagna Chris Evert (ebbero la meglio su Gail Sherriff Chanfreau e Katja Ebbinghaus con 6-4, 2-6, 6-1) mentre l'anno successivo la Evert si esibì con Martina Navrátilová battendo in due set (6-3, 6-2) in finale Olga Morozova che gareggiava con un'altra statunitense, Julie Anthony.
Si ritirò nel 1977.